# Эсеней, Пётр
Пётр Эсеней (настоящее имя — Пётр Спиридонович Рыбаков; 8 сентября 1926, Есенейсола, Медведевский район, Марийская автономная область, РСФСР — 14 марта 1984, Йошкар-Ола) — советский марийский писатель, драматург, артист, переводчик, участник Великой Отечественной войны.

## Биография
Родился 8 сентября 1926 года в деревне Есенейсола в крестьянской семье. Учился в Кузнецовской школе. В 1943 году в возрасте 17 лет пошел на фронт. После демобилизации работал секретарем сельского Совета. В 1949—1954 годах учился в Ленинградском театральном институте им. А. Н. Островского. Работал директором Республиканского дома народного творчества, актером Марийского государственного драматического театра им. М. Шкетана, методистом Министерства культуры МАССР, сотрудником редакций газет «Марий коммуна» и «Молодой коммунист».
В 1954 году стал заниматься литературным творчеством. Написал ряд одноактных пьес, опубликованные в репертуарных сборниках Министерства культуры. В 1961 году на сцене Маргостеатра был поставлен спектакль по его пьесе «Арва шеҥгек йога» («Мякина летит в сторону»). Впоследствии состоялись премьеры по комедиям «Пиалан ваштар-влак», «Шуматкечын — мончашке» и др.
Пётр Эсеней перевел на марийский язык комедии Ж. Мольера «Плутни Скапена» (1958), Ю. Петухова «Двадцать свадеб в год» (1960), Н. Дьяконова «Квартет Курочкина» (1964), Д. Суптеля «Шумит Днипро» (1965), А. Мирзагитова «Змея за пазухой» (1965), А. Макаенка «Трибунал» и др.
Авторские пьесы Эсенея публиковались в коллективных сборниках, журнале «Ончыко». Книга «Пьеса-влак» («Пьесы») издана в Марийском книжном издательстве в 1982 году.
Умер 14 марта 1984 года в Йошкар-Оле.

## Награды
Пётр Эсеней был награждён медалью «За боевые заслуги» в годы Великой Отечественной войны.